# Ottó
Az Ottó a német Otto névből származik, ami az Ot- kezdetű germán eredetű nevek beceneve, a jelentése birtok, vagyon.

## Rokon nevek
- Odiló:[1] német eredetű név, az Odó beceneve.[3]
- Odó:[1] a germán eredetű Odo névből származik, a jelentése birtok, gazdagság. A németben az Ot- kezdetű nevek (Otmár, Ottokár beceneve illetve az Ottó) alakváltozata.[3]
- Otelló:[1] germán eredetű olasz név, az Odó eredeti alakjából származik.[3]
- Otmár:[1] germán eredetű német név, a jelentése birtok, gazdagság + híres.[2]
- Ottokár:[1] germán eredetű német név, amely az Odowakar névből ered.[4] Jelentése birtok, vagyon + éber.[2]
- Údó:[1] német eredetű név, az Ottó és az Ulrik becenevéből önállósult.[5]

## Gyakorisága
Az 1990-es években az Ottó igen ritka, az Odó, Odiló, Otelló, Otmár, Ottokár és az Údó szórványos név, a 2000-es években nem szerepelnek a 100 leggyakoribb férfinév között.

## Névnapok
Ottó
- január 16.[2]
- február 23.[2]
- március 23.[2]
- július 2.[2]
- szeptember 22.[2]
- november 18.[2]

Odiló
- január 1.
- január 22.
- július 4.
- július 7.
- november 18.

Odó
- július 4.
- július 7.
- november 18.

Otelló
- január 16.

Otmár
- november 16.

Ottokár
- február 26., szökőévekben február 27.;
- április 2.
- május 8.
- július 2.

Údó
- március 23.
- július 4.

## Híres Ottók, Odilók, Odók, Otellók, Otmárok, Ottokárok és Údók
- Baditz Ottó festőművész
- Bárány Ottó ferences szerzetes
- Bevern Ottó ferences rendi szerzetes
- Otto von Bismarck német államférfi
- Bláthy Ottó Titusz gépészmérnök
- Boros Ottó kétszeres olimpiai bajnok vízilabdázó
- Fenyvesi Ottó költő
- Foky Ottó bábfilmrendező
- Habsburg Ottó politikus
- Herman Ottó természettudós
- Kinizsi Ottó színész
- Kiss Ottó költő
- Magócs Ottó színművész
- Dr. Máris Ottokár, a Mézga család c. rajzfilmsorozat Máris szomszédja
- Orbán Ottó költő
- Orseolo Ottó (Ottone Orseolo), Orseoló Péter magyar király atyja
- Orsós Ottó növényfiziológus
- Petzval Ottó matematikus
- Ságody Otmár (1881-1945) zeneszerző, zeneíró, népjóléti hivatalnok
- Szabó Ottó színész
- Tolnai Ottó író, költő
- Ulmann Ottó színész
- Viczián Ottó színész
- Vincze Ottó labdarúgó
- Prohászka Ottokár székesfehérvári megyés püspök, író, nemzetgyűlési képviselő, az MTA tagja
- Kadić Ottokár geológus, paleontológus, barlangkutató
- Otmar Hasler Liechtenstein miniszterelnöke

### Uralkodók
- Ottó magyar király, III. Ottó néven Alsó-Bajorország hercege
- I. Ottó német-római császár
- II. Ottó német-római császár
- III. Ottó német-római császár
- IV. Ottó német-római császár
- I. Ottó görög király
- I. Ottokár cseh király
- II. Ottokár cseh király
- Ottone Orseolo (magyarosítva Orseolo Ottó) velencei dózse, Orseoló Péter magyar király atyja
- Odilo bajor herceg (ur. 737–748)

## Egyéb
- Én, a Gyula, meg a Tóth Ottó, Bajor Imre-dal és CD
- Dr. Otto Hasslein, a A majmok bolygója 3. – A menekülés című, 1971-es film antihőse
- Doctor Octopus (Dr. Otto Gunther Octavius), a Marvel Comics amerikai képregénykiadó vállalat fiktív karaktere